# Wendens Ambo
Wendens Ambo är en by och en civil parish i Uttlesford i Essex i England. Orten har 436 invånare (2001).